# Grand Prix International de Paris de 1993
Grand Prix International de Paris de 1993 (em francês:  Grand Prix International de Paris 1993) foi a sétima edição do Grand Prix International de Paris, um evento anual de patinação artística no gelo organizado pela Federação Francesa de Esportes no Gelo (em francês:  Federation Française des Sports de Glace). A competição foi disputada na cidade de Paris, França.

## Eventos
- Individual masculino
- Individual feminino
- Duplas
- Dança no gelo

## Medalhistas
| Evento                        | Ouro                                           | Prata                                               | Bronze                                      |
| Individual masculino detalhes | Todd Eldredge · Estados Unidos                 | Philippe Candeloro · França                         | Viacheslav Zagorodniuk · Ucrânia            |
| Individual feminino detalhes  | Surya Bonaly · França                          | Mila Kajas · Finlândia                              | Lisa Sargeant · Canadá                      |
| Duplas detalhes               | Natalia Mishkutionok · Artur Dmitriev · Rússia | Marina Eltsova · Andrei Bushkov · Rússia            | Jenni Meno · Todd Sand · Estados Unidos     |
| Dança no gelo detalhes        | Irina Lobacheva · Ilia Averbukh · Rússia       | Elizabeth Punsalan · Jerod Swallow · Estados Unidos | Marina Anissina · Gwendal Peizerat · França |

## Resultados

### Individual masculino
| Pos.              | Nome                   | Nacionalidade  |
| ----------------- | ---------------------- | -------------- |
| Medalha de ouro   | Todd Eldredge          | Estados Unidos |
| Medalha de prata  | Philippe Candeloro     | França         |
| Medalha de bronze | Viacheslav Zagorodniuk | Ucrânia        |
| 4                 | Igor Pashkevich        | Rússia         |
| 5                 | Dmitri Dmitrenko       | Ucrânia        |
| 6                 | Nicolas Pétorin        | França         |
| 7                 | Thierry Cerez          | França         |
| 8                 | Alexandre Orset        | França         |
| 9                 | Mirko Eichhorn         | Alemanha       |
| 10                | Oula Jääskeläinen      | Finlândia      |
| 11                | Marius Negrea          | Romênia        |
| 12                | Brent Frank            | Canadá         |
| 13                | Fumihiro Oikawa        | Japão          |
| 14                | John Martin            | Reino Unido    |

### Individual feminino
| Pos.              | Nome               | Nacionalidade  |
| ----------------- | ------------------ | -------------- |
| Medalha de ouro   | Surya Bonaly       | França         |
| Medalha de prata  | Mila Kajas         | Finlândia      |
| Medalha de bronze | Lisa Sargeant      | Canadá         |
| 4                 | Simone Lang        | Alemanha       |
| 5                 | Nicole Bobek       | Estados Unidos |
| 6                 | Laetitia Hubert    | França         |
| 7                 | Charlene Von Saher | Reino Unido    |
| 8                 | Junko Yaginuma     | Japão          |
| 9                 | Nathlie Krieg      | Suíça          |
| 10                | Ludmila Ivanova    | Ucrânia        |
| 11                | Tatiana Rachkova   | Rússia         |
| 12                | Alice Sue Claeys   | Bélgica        |
| 13                | Laëtitia Bajot     | França         |

### Duplas
| Pos.              | Nome                                  | Nacionalidade  |
| ----------------- | ------------------------------------- | -------------- |
| Medalha de ouro   | Natalia Mishkutionok / Artur Dmitriev | Rússia         |
| Medalha de prata  | Marina Eltsova / Andrei Bushkov       | Rússia         |
| Medalha de bronze | Jenni Meno / Todd Sand                | Estados Unidos |
| 4                 | Karen Courtland / Todd Reynolds       | Estados Unidos |
| 5                 | Jackie Soames / John Jenkins          | Reino Unido    |
| 6                 | Jodeyne Higgins / Sean Rice           | Canadá         |
| 7                 | Mandy Kennebauer / Marno Kreft        | Alemanha       |
| 8                 | Sarah Abitbol / Stéphane Bernadis     | França         |
| 9                 | Sophie Guestault / François Guestault | França         |

### Dança no gelo
| Pos.              | Nome                                     | Nacionalidade  |
| ----------------- | ---------------------------------------- | -------------- |
| Medalha de ouro   | Irina Lobacheva / Ilia Averbukh          | Rússia         |
| Medalha de prata  | Elizabeth Punsalan / Jerod Swallow       | Estados Unidos |
| Medalha de bronze | Marina Anissina / Gwendal Peizerat       | França         |
| 4                 | Bérangère Nau / Luc Moneger              | França         |
| 5                 | Jennifer Boyce / Michel Brunet           | Canadá         |
| 6                 | Agnieszka Domańska / Marcin Głowacki     | Polônia        |
| 7                 | Diane Gerencser / Alexander Stanislavov  | Suíça          |
| 8                 | Barbara Minorini / Andrea Gilardi        | Itália         |
| 9                 | Svetlana Chernikova / Alexander Sosnenko | Ucrânia        |
| 10                | Isabelle Pecheur / Rémi Jacquemard       | França         |

## Quadro de medalhas
| Ordem | País           | Medalha de ouro | Medalha de prata | Medalha de bronze |    | Ordem por total |
| ----- | -------------- | --------------- | ---------------- | ----------------- | -- | --------------- |
| 1     | Rússia         | 2               | 1                |                   | 3  | 1               |
| 2     | Estados Unidos | 1               | 1                | 1                 | 3  | 1               |
| 3     | França         | 1               | 1                | 1                 | 3  | 1               |
| 4     | Finlândia      |                 | 1                |                   | 1  | 4               |
| 5     | Canadá         |                 |                  | 1                 | 1  | 4               |
| 5     | Ucrânia        |                 |                  | 1                 | 1  | 4               |
| TOTAL | TOTAL          | 4               | 4                | 4                 | 12 | —               |